# Hentziectypus
Hentziectypus là một chi nhện trong họ Theridiidae.